# Lačnov (rybník)
Rybník Lačnov je velký rybník o rozloze vodní plochy 13,0 ha nalézající se v katastrálním území obce Zálší v okrese Ústí nad Orlicí. Rybník je nejlépe dosažitelný polní cestou odbočující ze silnice III. třídy č. 3176 vedoucí ze Zálší do vesnice Zaháj, místní části obce Tisová. Pod hrází rybníka se nalézá mlýn Betlém, chráněný jako kulturní památka.

## Historie
Rybník je součástí rybniční soustavy vybudované počátkem 16. století za vlády Viléma z Pernštejna a doposud využívané k intenzívnímu chovu ryb. Soustava obsahuje dále rybníky Velký zálešský rybník, Malá strana a Vračovické rybníky.
Rybník je využíván pro chov ryb a současně je i stanovištěm mnoha druhů vodních ptáků např. kachna divoká, polák velký, často sem zalétá čáp bílý či volavka popelavá. Žije zde vydra říční.

## Galerie

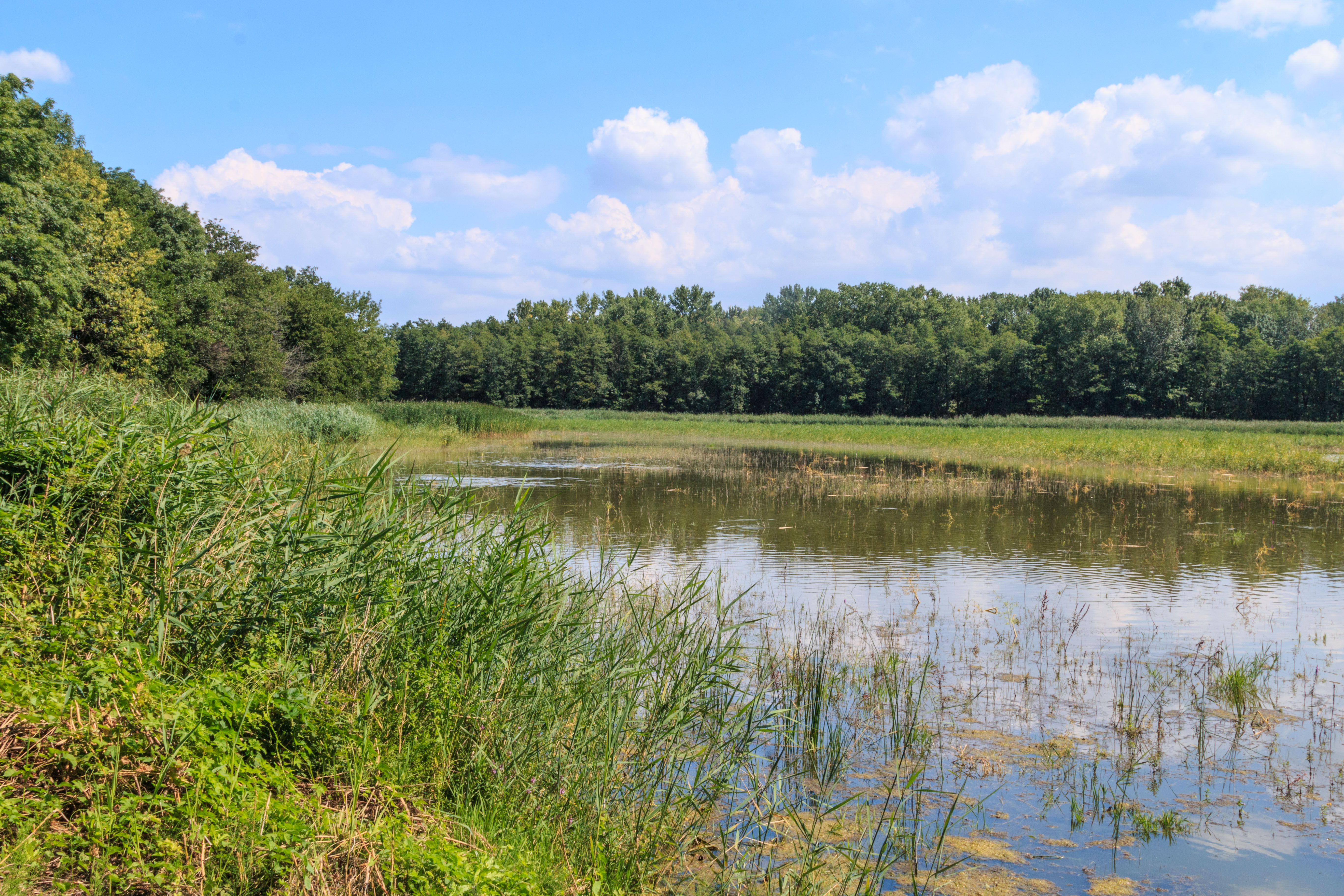
pohled na rybník Lačnov u Zálší
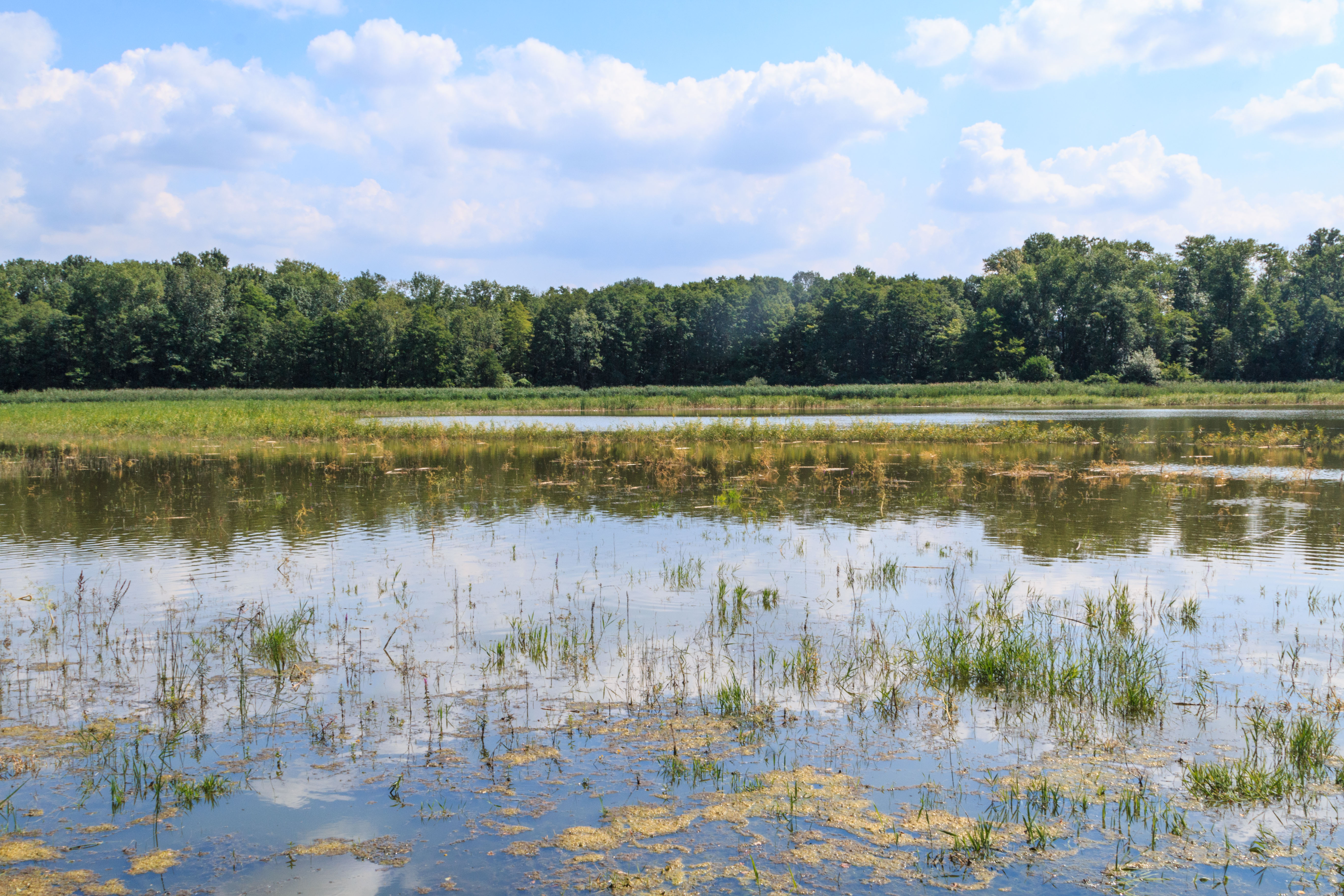
pohled na rybník Lačnov u Zálší
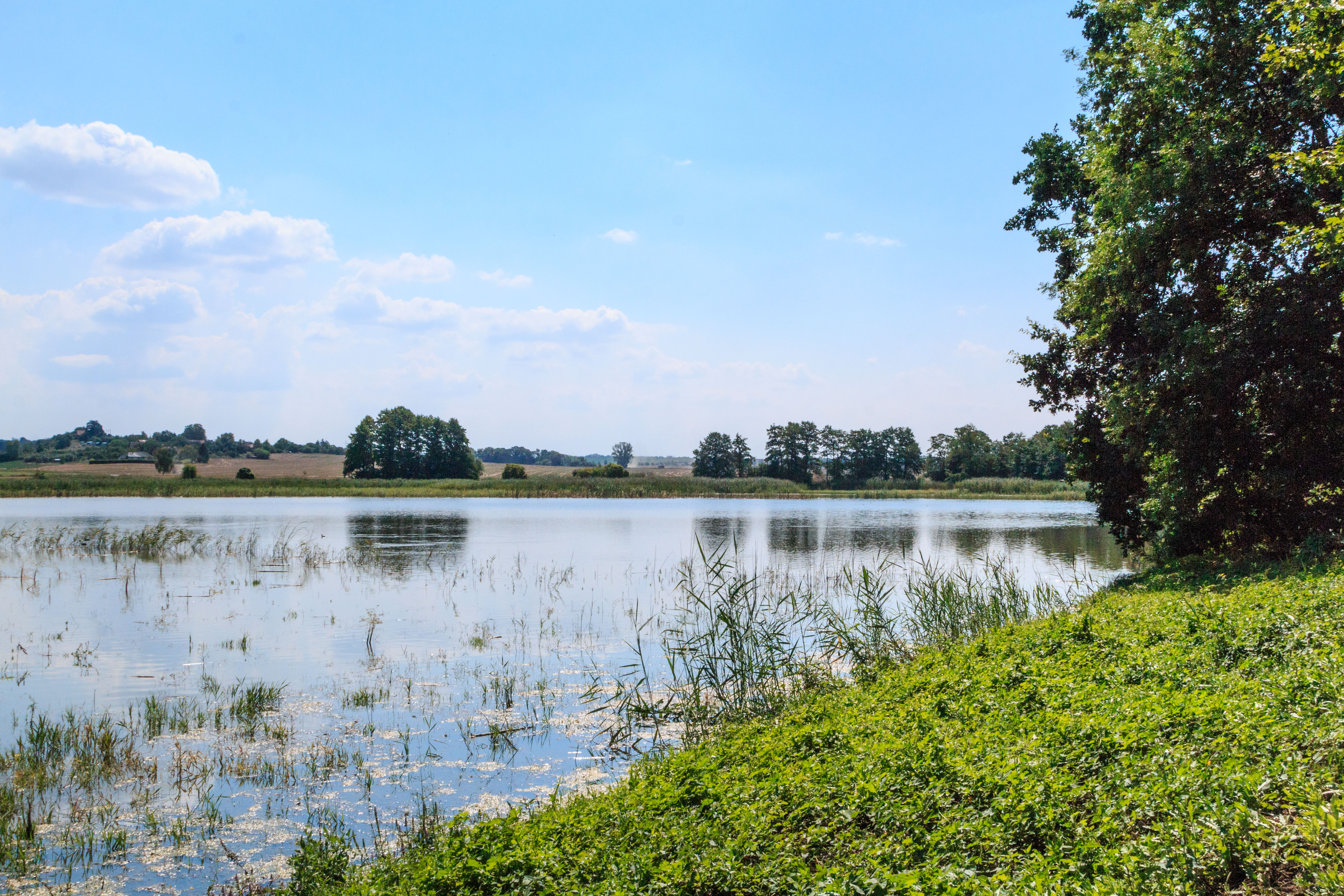
pohled na rybník Lačnov u Zálší